# Michelle Stafford
Michelle Stafford (Chicago, Illinois, 14 september 1965) is een Amerikaanse actrice.

## Carrière
Stafford is het meest bekend om haar rol van Phyllis Summers Abbott in de soapserie The Young and the Restless. In 1994 begon ze daar als een fan van zanger Danny Romalotti. Ze slaagde er in de serie in hem voor zich te winnen, waardoor hij scheidde van zijn vrouw Chris (Lauralee Bell). In 1997 verliet Stafford de serie. Haar rol werd wel door een ander personage gespeeld, maar in 2000 keerde ze terug. Haar personage is een van de meest geliefde van de show: Staffords rol is zowel achterbaks als grappig. In 2003 werd Stafford genomineerd voor een Emmy Award, een jaar later won ze die daadwerkelijk. Van eind 2005 tot februari 2006 speelde ze een dubbelrol: Sheila Carter, een personage dat al sinds 1990 in The Young and the Restless en later ook The Bold and the Beautiful speelde had plastische chirurgie ondergaan om er net als Phyllis uit te zien.
Stafford speelde ook in verschillende films mee, waaronder Double Jeopardy.